# Edgar Broughton Band
Gli Edgar Broughton Band sono stati un gruppo di rock progressivo britannico attivo dagli anni '70 fino al 2010.

## Storia del gruppo
Gli Edgar Broughton Band nascono nel 1968 a Warwick su iniziativa di Edgar Broughton (chitarra e tastiere) al quale si uniscono il fratello Steve alla batteria, Victor Unitt alla chitarra e Arthur Grant al basso.
Dopo essersi trasferiti a Londra nel 1968, nel 1969 si rendono popolari nella scena del rock underground londinese dove vengono notati da Peter Jenner che li propone alla Harvest. Con l'etichetta della EMI dedicata al rock progressivo ottengono un contratto discografico e nel luglio 1969 pubblicano il loro primo LP, Wasa Wasa.
Nel 1970 Unitt abbandona la band e i tre membri rimasti pubblicano il loro secondo disco Sing Brother Sing, che raggiunge la top 20 inglese.
La durezza dei toni presenti nei primi due dischi si ammorbidisce nel terzo, The Edgar Broughton Band pubblicato nel 1971 con la formazione originaria (i fratelli Broughton, Unitt e Grant).
Le successive pubblicazioni sono Inside Out del 1972 e Oora del 1973, un disco dai forti accenti ironici.
Il loro passaggio alla WWA comportò non pochi problemi legali, in seguito alle affermazioni della band che sosteneva che l'etichetta si fosse illecitamente impossessata dell'album Bandages. Per tre anni la band non poté più pubblicare dischi, fin quando, nel 1975 non rilasciarono Bandages con la Nems.
Nel 1979 i fratelli Broughton e Arthur Grant si riuniscono, pubblicando due LP, Parlez-Vous English? nel 1979 e Superchip, che ottengono risultati deludenti.
La storia successiva è fatta di lunghe pause, mini tour e nessuna nuova pubblicazione originale, fino allo scioglimento definitivo nel 2010.

## Formazione base
- Edgar Broughton - chitarra e tastiere
- Steve Broughton - batteria
- Victor Unitt - chitarra
- Arthur Grant - basso.

## Discografia

### Album in studio
- 1969 - Wasa Wasa (Harvest Records, SHVL 757)
- 1970 - Sing Brother Sing Harvest Records, SHVL 772)
- 1971 - The Edgar Broughton Band
- 1972 - Inside Out
- 1973 - Oora
- 1975 - Bandages
- 1979 - Parlez-Vous English?
- 1982 - Superchip

### Live
- 1979 - Live Hits Harder
- 1998 - Chilly Morning Mama
- 2000 - Demons at the Beeb, Live
- 2004 - Keep Them Freaks a Rollin': Live at Abbey Road 1969

### Raccolte
- 1975 - A Bunch of 45's